# Cmentarz ewangelicki w Brzezińskich Holendrach
Cmentarz ewangelicki w Brzezińskich Holendrach – nieczynny cmentarz ewangelicko-augsburski (parafia w Koninie) zlokalizowany we wsi Brzezińskie Holendry (powiat koniński, województwo wielkopolskie).

## Historia i architektura
Nekropolia leży kilkadziesiąt metrów od lokalnej drogi z Brzeźna do Krzymowa. Najstarsze nagrobki pochodzą z drugiej połowu XIX wieku, choć nekropolia mogła powstać na przełomie XVIII i XIX wieku. Jest ich ogółem kilkanaście (w części wykonanych z piaskowca z lokalnego wyrobiska). Oprócz nagrobków na nekropolii znajduje się jeden, zrujnowany (zabezpieczony) grobowiec, prawdopodobnie rodziny Petznik.
W 1945 na cmentarzu pochowano żołnierzy niemieckich, którzy zginęli podczas styczniowej ofensywy sowieckiej. Ich szczątki ekshumowano potem i przeniesiono do niemieckiej kwatery na poznańskim Junikowie.
Nekropolia znajduje się pod opieką uczniów ze Szkoły Podstawowej w Brzeźnie i pozostaje w ewidencji zabytków.